# Schalom Ben-Chorin

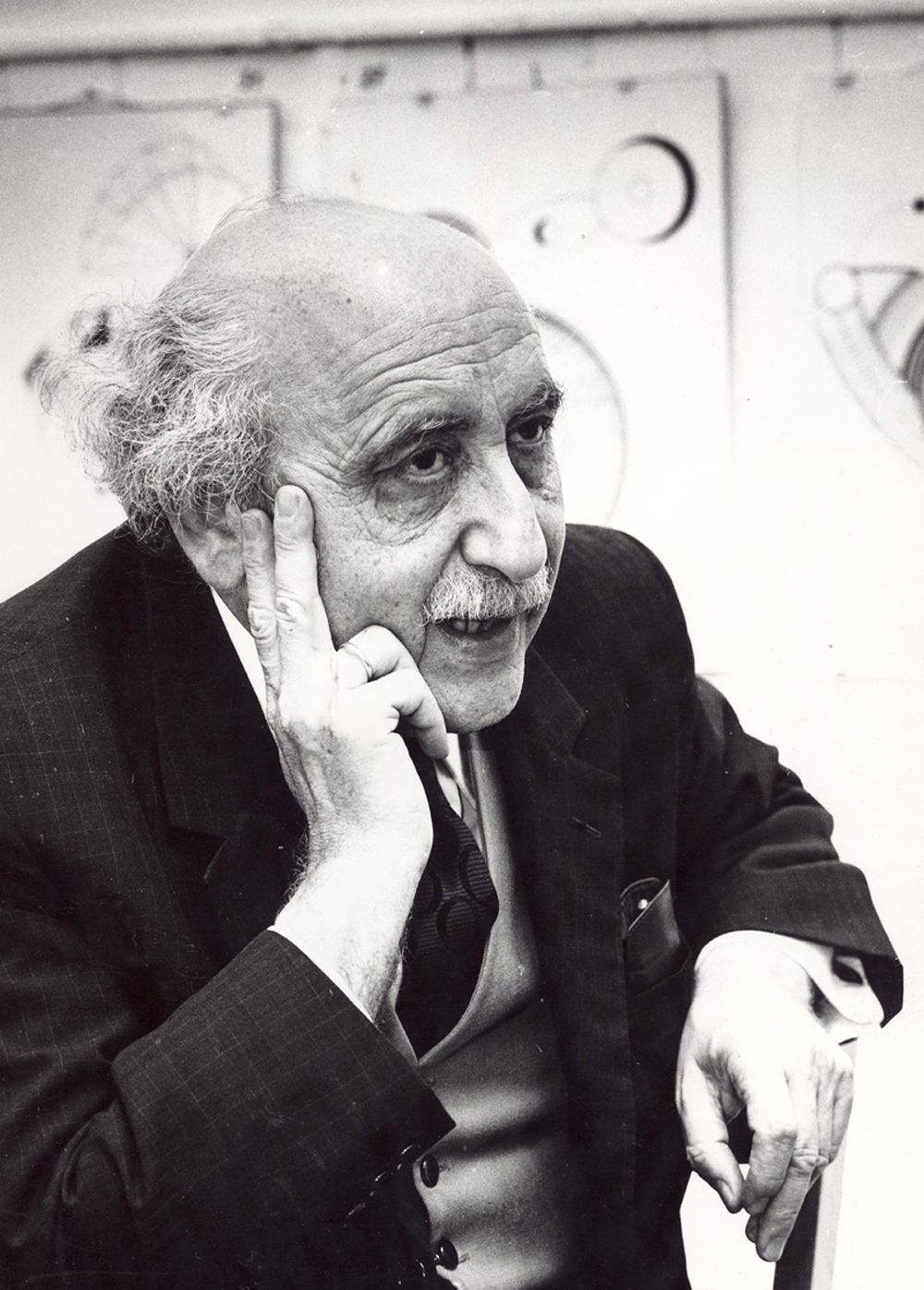
Schalom Ben-Chorin (1975)

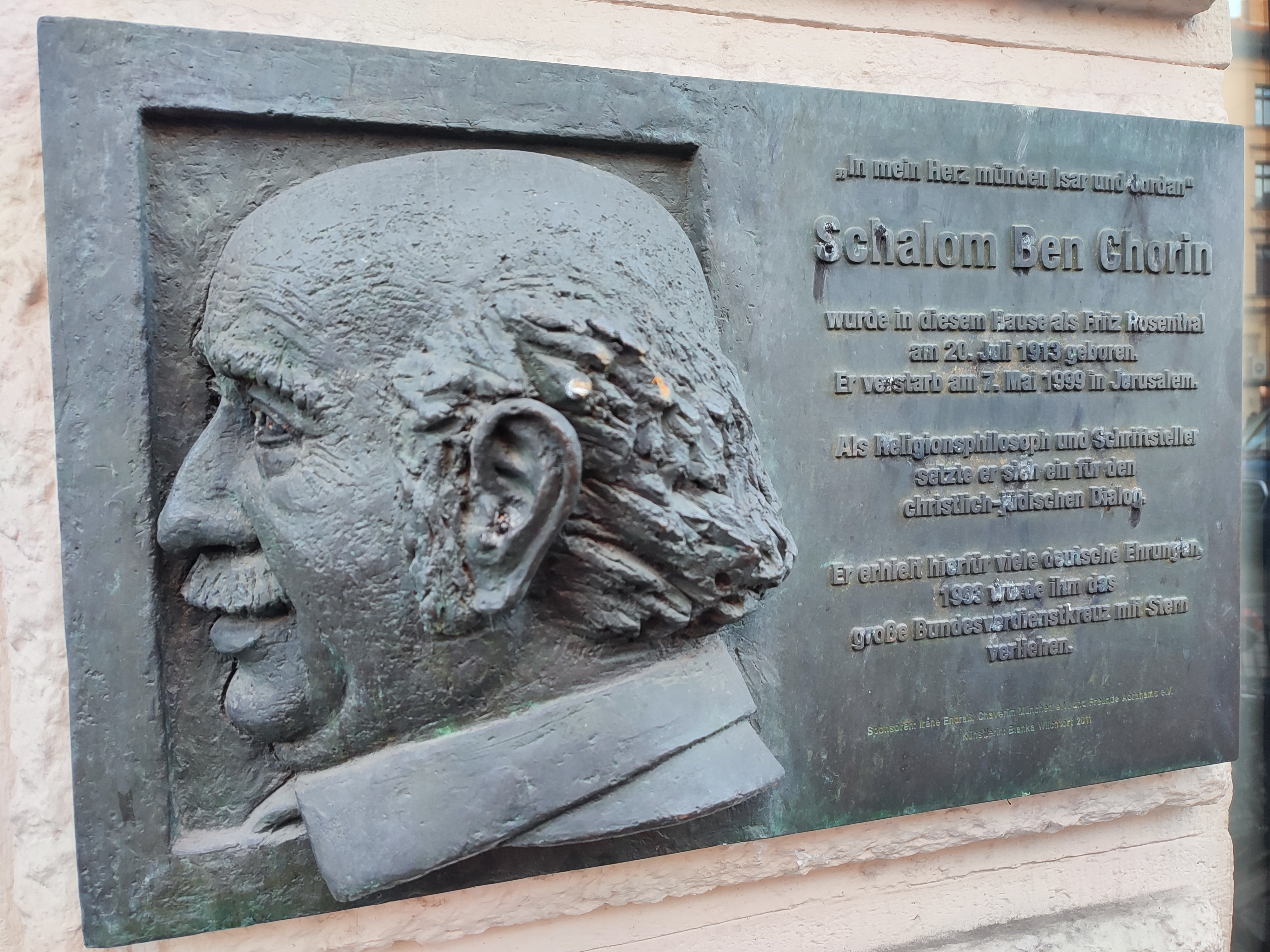
Gedenktafel am Geburtshaus Schalom Ben-Chorins in München, Zweibrückenstr. 8

Schalom Ben-Chorin (hebräisch שלום בן-חורין, übersetzt: „Friede, Sohn der Freiheit“; geboren am 20. Juli 1913 in München als Fritz Rosenthal; gestorben am 7. Mai 1999 in Jerusalem) war ein deutsch-israelischer Rabbiner, Journalist und Religionswissenschaftler. Ben-Chorin setzte sich vor allem für den christlich-jüdischen Dialog, die Überwindung des Antijudaismus und Antisemitismus und für die Möglichkeit einer Theologie nach Auschwitz ein. Seine Wahlheimat war Israel.

## Leben
Schalom Ben-Chorin stammte aus einer gebildeten akkulturierten Münchner jüdischen Kaufmannsfamilie. Nach dem Abitur an der Luitpold-Oberrealschule in München studierte er von 1931 bis 1934 Germanistik und vergleichende Religionswissenschaften an der Ludwig-Maximilians-Universität München. 1935 emigrierte er nach Palästina. Von 1935 bis 1970 war er Journalist. Er gründete 1958 die erste jüdische Reformgemeinde Israels in Jerusalem (Har-El Gemeinde) und war 1961 Mitgründer der AG Juden und Christen beim Deutschen Evangelischen Kirchentag. 1970 bis 1987 war er Dozent und Gastprofessor in Jerusalem, Tübingen und München. Als sich 1975 der Verband deutschsprachiger Schriftsteller Israels (VdSI) zusammenschloss, gehörte er dem fünfzehnköpfigen Gründungskomitee an. Im Dezember 1985 besuchte Chorin die DDR und hielt Vorträge in Eisenach, der Geburtsstadt seiner Ehefrau.

## Ehrungen
Für seine theologischen und schriftstellerischen Verdienste erhielt er zahlreiche Ehrungen, darunter:
- 1959: Leo-Baeck-Preis
- 1969: Bundesverdienstkreuz 1. Klasse
- 1974: Dr.-Leopold-Lucas-Preis (als erster Preisträger)
- 1982: Buber-Rosenzweig-Medaille
- 1983: Großes Bundesverdienstkreuz
- 1986: Bayerischer Verdienstorden
- 1986: Ehrenprofessur des Landes Baden-Württemberg
- 1988: Goldene Bürgermedaille der Landeshauptstadt München
- 1988: Ehrendoktortitel der Universität München
- 1989: Preis der Stiftung Bibel und Kultur[5]
- 1993: Großes Bundesverdienstkreuz mit Stern
- 1993: Ehrendoktortitel der Universität Bonn

## Familie
Schalom Ben-Chorin heiratete an Schawuot 1935 Gabriella Rosenthal (1913–1975). Die Ehe wurde 1943 geschieden. Ihr Sohn war der Rabbiner Tovia Ben-Chorin (geboren 1936 in Jerusalem; gestorben 2022 in St. Gallen).
1943 heiratete Schalom Ben-Chorin Avital (geboren als Erika Fackenheim am 25. Februar 1923 in Eisenach, gestorben am 6. Oktober 2017 in Haifa), die 1936 aus Deutschland nach Palästina geflohen war. Avital und Schalom Ben-Chorin leiteten die ersten offiziellen Delegationen israelischer Jugendlicher, die Deutschland besuchten, und legten damit den Grundstein für den deutsch-israelischen Jugendaustausch. 2012 wurde Avital Ben-Chorin die Ehrenbürgerwürde ihrer Geburtsstadt Eisenach verliehen, 2013 das Bundesverdienstkreuz.

## Nachlass
Der schriftliche Nachlass Schalom Ben-Chorins an Manuskripten und Korrespondenz befindet sich im Literaturarchiv Marbach, wo er wissenschaftlich erschlossen wird. Die Einrichtung seines Arbeitszimmers und seine umfangreiche Bibliothek wurden von Jerusalem nach München gebracht und sind seit 2009 im dortigen Stadtarchiv zu sehen.

## Schriften (Auswahl)
- Die seltsame Gemeinde. Ein Legendenkreis. Heim Verlag Dreßler, Radolfzell 1931.
- Kritik des Esther-Buches. Eine theologische Streitschrift. Mit einem Vorwort von Samuel Hugo Bergman. Heatid Salingré, Jerusalem 1938.
- Jenseits von Orthodoxie und Liberalismus. Versuch über die jüdische Glaubenslage der Gegenwart. Goldstein, Tel Aviv 1939.
- Israel. In: Gustav Keckeis (Hrsg.): Lexikon der Frau. Band 2. Encyclios, Zürich 1954, Sp. 107–111.
- Die Antwort des Jona. Zum Gestaltwandel Israels. Ein geschichts-theologischer Versuch (= Theologische Forschung. 11, ISSN 0495-4513). Reich, Hamburg 1956.
- Im jüdisch-christlichen Gespräch. Vogt, Berlin 1962.
- Zwiesprache mit Martin Buber. Ein Erinnerungsbuch. List, München 1966.
- Bruder Jesus. Der Nazarener in jüdischer Sicht. List, München 1967.
- Paulus. Der Völkerapostel in jüdischer Sicht. List, München 1970.
- Mutter Mirjam. Maria in jüdischer Sicht. List, München 1971, ISBN 3-471-77137-9.
- Der dreidimensionale Mensch. Der Mensch der Bibel und der Moderne. Paulinus-Verlag, Trier 1971.
- Ich lebe in Jerusalem. List, München 1972, ISBN 3-471-77141-7.
- Jugend an der Isar. List, München 1974, ISBN 3-471-77147-6.
- Jüdischer Glaube. Strukturen einer Theologie des Judentums anhand des Maimonidischen Credo. Tübinger Vorlesungen. Mohr, Tübingen 1975, ISBN 3-16-137471-1.
- Die Tafeln des Bundes. Das Zehnwort vom Sinai. Mohr, Tübingen 1979, ISBN 3-16-141332-6.
- Betendes Judentum. Die Liturgie der Synagoge. Münchener Vorlesung. Mohr, Tübingen 1980, ISBN 3-16-143062-X.
- Franz Rosenzweig und das Ende des deutschen Judentums. In: Franz Rosenzweig (= Kasseler Universitätsreden. 2). Gesamthochschul-Bibliothek, Kassel 1987, ISBN 3-88122-349-5, S. 3ff.
- Weil wir Brüder sind. Zum christlich-jüdischen Dialog heute. Bleicher, Gerlingen 1988, ISBN 3-88350-231-6.
- Die Erwählung Israels. Ein theologisch-politischer Traktat. Piper, München u. a. 1993, ISBN 3-492-03630-9.
- mit Michael Langer: Die Tränen des Hiob. Tyrolia, Innsbruck u. a. 1994, ISBN 3-7022-1939-0 (Mit Farbfotos von Hans-Günther Kaufmann).
- Gedichte (= Literarische Broschur. 12.) Herausgegeben und mit einem Nachwort versehen von Gerhard Ott. Verlag Michaelsbund, München 2007, ISBN 978-3-939905-01-1.

## Musikalische Rezeption
Das aktuelle (Stand 2023) Evangelische Gesangbuch (eingeführt 1993–1996) enthält mit der Nr. 237 das Lied Und suchst du meine Sünde mit dem 1966 verfassten Text von Schalom Ben-Chorin (Melodie: Kurt Bossler). Nach dem gleichen Text wurde in der Neuausgabe (2013) des deutschsprachigen katholischen Gesangbuchs Gotteslob das Lied mit der Nr. 274 aufgenommen (Melodie Christian Dostal).
Etliche Regionalteile des Evangelischen Gesangbuches und das Gesangbuch „Wo wir dich loben, wachsen neue Lieder - plus“ enthalten das Lied Freunde, dass der Mandelzweig mit einem 1942 von Ben-Chorin verfassten Text und einer 1981 ergänzten Melodie von Fritz Baltruweit.
Das Lied erklang auch bei der Trauerfeier für den Schriftsteller in Jerusalem.